# El viaje de Said
El viaje de Said è un film spagnolo del 2006 e diretto dal regista spagnolo Coke Riobóo.
Il film è stato presentato al 28º Festival di Cinema Africano di Verona.

## Trama
Said, un ragazzo marocchino, attraversa lo Stretto. Sull'altro lato, nel "paese delle mille opportunità", scopre che il mondo non è così bello come gli avevano detto.